# Liste der Kulturdenkmale in Langballig
In der Liste der Kulturdenkmale in Langballig sind alle Kulturdenkmale der schleswig-holsteinischen Gemeinde Langballig (Kreis Schleswig-Flensburg) und ihrer Ortsteile aufgelistet (Stand: 14. April 2025).
Die Bodendenkmale sind in der Liste der Bodendenkmale in Langballig aufgeführt.

## Legende
In den Spalten befinden sich folgende Informationen:
- Objekt-ID: die Nummer des Kulturdenkmales
- Lage: die Adresse des Kulturdenkmales und die geographischen Koordinaten. Kartenansicht, um Koordinaten zu setzen. In der Kartenansicht sind Kulturdenkmale ohne Koordinaten mit einem roten Marker dargestellt und können in der Karte gesetzt werden. Kulturdenkmale ohne Bild sind mit einem blauen Marker gekennzeichnet, Kulturdenkmale mit Bild mit einem grünen Marker.
- Offizielle Bezeichnung: Bezeichnung des Kulturdenkmales
- Beschreibung: die Beschreibung des Kulturdenkmales
- Bild: ein Bild des Kulturdenkmales

## Sachgesamtheiten
| Objekt-ID      | Lage                                       | Offizielle Bezeichnung | Beschreibung | Bild                             |
| -------------- | ------------------------------------------ | ---------------------- | --- | -------------------------------- |
| 47395 Wikidata | Mühlenstraße (54° 47′ 35″ N, 9° 39′ 21″ O) | Windmühle „Fortuna“    | Windmühle „Fortuna“; 1878; Baugruppe aus gemauertem und verputztem Galerieholländer mit blechgedckter Kuppe, Steert und Segelflügeln sowie südlich dem zweigeschossigem Nebengebäude aus Backstein - Begründung: geschichtlich, technisch, Kulturlandschaft prägend - Schutzumfang: Windmühle „Fortuna“, Nebengebäude | weitere Fotos \| Fotos hochladen |

## Bauliche Anlagen
| Objekt-ID      | Lage                                               | Offizielle Bezeichnung       | Beschreibung | Bild                             |
| -------------- | -------------------------------------------------- | ---------------------------- | --- | -------------------------------- |
| 31571 Wikidata | Kastanienweg 12 (54° 47′ 49″ N, 9° 39′ 6″ O)       | Hof Christesen               | Alteintragung (Aktualisierung vorgesehen) - Begründung: Alteintragung (Aktualisierung vorgesehen) - Schutzumfang: Alteintragung (Aktualisierung vorgesehen) - Denkmaltyp: Bauliche Anlage | Fotos hochladen                  |
| 32028 Wikidata | Langballigauer Straße (54° 49′ 7″ N, 9° 39′ 11″ O) | Erdmann/Holtorf-Pavillon     | Alteintragung (Aktualisierung vorgesehen) - Begründung: geschichtlich, künstlerisch, Kulturlandschaft prägend - Schutzumfang: Alteintragung (Aktualisierung vorgesehen) - Denkmaltyp: Bauliche Anlage | BW                               |
| 29138 Wikidata | Mühlenstraße (54° 47′ 35″ N, 9° 39′ 21″ O)         | Windmühle „Fortuna“          | Windmühle „Fortuna“; 1878, Mühlenbauer Henningsen u. Tönnesen; Galerieholländer, Unterbau bis zur blechgedeckten Kuppe gemauert und mit Zementputz, Steert und Segelflügel rekonstruiert, hölzerne Flügelwelle und Stirnrad vermutlich des Vorgängerbaus erhalten, mit Nebengebäude - Begründung: geschichtlich, technisch, Kulturlandschaft prägend - Schutzumfang: gesamtes Objekt - Denkmaltyp: Bauliche Anlage, Sachgesamtheit: Windmühle „Fortuna“                                                                                 | weitere Fotos \| Fotos hochladen |
| 31557 Wikidata | Schmiedestraße 6 (54° 47′ 49″ N, 9° 39′ 6″ O)      | Wohnhaus                     | Alteintragung (Aktualisierung vorgesehen) - Begründung: geschichtlich, künstlerisch, städtebaulich, Kulturlandschaft prägend - Schutzumfang: Alteintragung (Aktualisierung vorgesehen) - Denkmaltyp: Bauliche Anlage | Fotos hochladen                  |
| 31567 Wikidata | Schmiedestraße 6 (54° 47′ 48″ N, 9° 39′ 7″ O)      | Stallscheune Ost             | Alteintragung (Aktualisierung vorgesehen) - Begründung: geschichtlich, Kulturlandschaft prägend - Schutzumfang: Alteintragung (Aktualisierung vorgesehen) - Denkmaltyp: Bauliche Anlage | Fotos hochladen                  |
| 31568 Wikidata | Schmiedestraße 6 (54° 47′ 49″ N, 9° 39′ 5″ O)      | Stallscheune West            | Alteintragung (Aktualisierung vorgesehen) - Begründung: geschichtlich, städtebaulich, Kulturlandschaft prägend - Schutzumfang: Alteintragung (Aktualisierung vorgesehen) - Denkmaltyp: Bauliche Anlage | BW                               |
| 29147          | Schmiedestraße 10 (54° 47′ 48″ N, 9° 39′ 13″ O)    | Wohn- und Wirtschaftsgebäude | Wohn- und Wirtschaftsgebäude; 1760–62, 1840 erweitert; freistehender eingeschossiger Backsteinbau auf hohem Granitquadersockel mit reetgedecktem Halbwalmdach, Wirtschaftsteil mit Querdielentor, im Inneren ursprüngliche Fachwerkkonstruktion; zugehörig Remise und Stallgebäude, eingeschossiger Fachwerk- und Ziegelbau mit Halbwalmdach - Begründung: geschichtlich, wissenschaftlich, städtebaulich, Kulturlandschaft prägend - Schutzumfang: Wohn- und Wirtschaftsgebäude, Remise und Stallgebäude - Denkmaltyp: Bauliche Anlage | BW                               |
| 7565 Wikidata  | Schulstraße 4 (54° 48′ 1″ N, 9° 37′ 55″ O)         | Kate                         | Kate, 19. Jh. Wohnhaus mit Reetdach und Knüppelfirst. Rotsteingebäude mit sieben Achsen - Begründung: geschichtlich, Kulturlandschaft prägend - Schutzumfang: gesamtes Objekt - Denkmaltyp: Bauliche Anlage | Fotos hochladen                  |
| 26597 Wikidata | Unewatter Straße 3 (54° 47′ 44″ N, 9° 39′ 17″ O)   | Wohnhaus                     | Alteintragung (Aktualisierung vorgesehen) - Begründung: geschichtlich, städtebaulich, Kulturlandschaft prägend - Schutzumfang: Alteintragung (Aktualisierung vorgesehen) - Denkmaltyp: Bauliche Anlage | Fotos hochladen                  |
| 26598 Wikidata | Unewatter Straße 3 (54° 47′ 45″ N, 9° 39′ 17″ O)   | Östliche Stallscheune        | Alteintragung (Aktualisierung vorgesehen) - Begründung: geschichtlich, städtebaulich, Kulturlandschaft prägend - Schutzumfang: Alteintragung (Aktualisierung vorgesehen) - Denkmaltyp: Bauliche Anlage | Fotos hochladen                  |
| 26599 Wikidata | Unewatter Straße 3 (54° 47′ 45″ N, 9° 39′ 15″ O)   | Westliche Stallscheune       | Alteintragung (Aktualisierung vorgesehen) - Begründung: geschichtlich, städtebaulich, Kulturlandschaft prägend - Schutzumfang: Alteintragung (Aktualisierung vorgesehen) - Denkmaltyp: Bauliche Anlage | Fotos hochladen                  |
| 3862 Wikidata  | Unewatter Straße 10 (54° 47′ 50″ N, 9° 39′ 22″ O)  | Wohnhaus                     | Alteintragung (Aktualisierung vorgesehen) - Begründung: geschichtlich, Kulturlandschaft prägend - Schutzumfang: Alteintragung (Aktualisierung vorgesehen) - Denkmaltyp: Bauliche Anlage | Fotos hochladen                  |
| 6531           | Unewattfeld 5 (54° 48′ 7″ N, 9° 38′ 31″ O)         | Kate                         | Kate; um 1800; eingeschossiger traufständiger Bau mit weiß geschlämmten Außenwänden und reetgedecktem, tiefgezogenen Walmdach, straßenseitig außermittiger Eingang mit kleinem Lukengiebel; nebenliegendes, kleines Fachwerk-Stallgebäude - Begründung: geschichtlich, Kulturlandschaft prägend - Schutzumfang: Kate, Stall - Denkmaltyp: Bauliche Anlage | BW                               |

## Quelle
- Liste der Kulturdenkmale in Schleswig-Holstein – Kreis Schleswig-Flensburg

- Karte mit allen Koordinaten:
- OSM |
- WikiMap